# EAP-IKEv2
EAP-IKEv2 (Extensible Authentication Protocol-Internet Key Exchange v2; RFC 5106 ↓) – metoda oparta jest na protokole IKEv2 (RFC 4306 ↓). Protokół IKEv2 został zaprojektowany z myślą o bezpiecznym ustanawianiu parametrów połączenia (takich jak algorytm szyfrowania, algorytm uwierzytelniania, metoda wymiany klucza, klucze sesji, czas ważności kluczy, kolejność protokołów itp.) pomiędzy węzłami sieciowymi korzystającymi z protokołu IPsec. W protokole IKEv2 obydwie strony połączenia są względem siebie równorzędne. Oznacza to, że podczas jednej wymiany komunikatów jedna ze stron pełni rolę inicjatora, druga zaś respondenta, a podczas kolejnej wymiany komunikatów możliwa jest wymiana ról. W metodzie EAP opartej na protokole IKEv2 zawsze tylko jedna strona pełni rolę inicjatora (serwer), a druga respondenta (użytkownik).
Protokół EAP-IKEv2 jest nową i bezpieczną metodą uwierzytelniania protokołu EAP. Protokół ten umożliwia stronom wzajemne uwierzytelnianie oraz ustanowienie klucza sesji wykorzystywanego do zabezpieczania późniejszej komunikacji pomiędzy użytkownikiem a urządzeniem dostępowym.
Protokół EAP-IKEv2 umożliwia zastosowanie technik uwierzytelniania bazujących na hasłach, kluczach współdzielonych oraz certyfikatach kluczy publicznych. Ponadto protokół ten pozwala na negocjację używanych algorytmów kryptograficznych, utrzymanie w sekrecie danych identyfikujące strony biorące udział w procesie uwierzytelniania oraz fragmentacje danych.
Protokół ten daje możliwość zastosowania różnych technik uwierzytelniania w różnych
kierunkach. Oznacza to, że serwer może używać do uwierzytelniania kluczy asymetrycznych (prywatny/publiczny), podczas gdy użytkownik w tym samym przebiegu protokołu uwierzytelniany jest za pomocą klucza symetrycznego.
| serwer EAP          | suplikant EAP       |
| ------------------- | ------------------- |
| klucze asymetryczne | klucze asymetryczne |
| klucze asymetryczne | klucz symetryczny   |
| klucze asymetryczne | hasło               |
| klucz symetryczny   | klucz symetryczny   |